# Кріс Пінчер
Крістофер Джон Пінчер (нар. 24 вересня 1969) — британський політик. Член Консервативної партії, обіймає посаду члена парламенту (МП) від Тамворта з 2010 року. Раніше Пінчер працював заступником голови уряду та скарбником родини з 2018 по 2019 рік і з лютого по червень 2022 року.
Пінчера вперше було обрано депутатом від Тамворта на загальних виборах 2010 року, коли він отримав місце від Лейбористської партії. Вперше він поборовся за це місце в 2005 році. З 2015 по 2016 рік він працював парламентським особистим секретарем міністра закордонних справ Філіпа Геммонда.
У 2017 році Пінчер обіймав посаду помічника Whip і контролера домашнього господарства, перш ніж пішов у відставку після того, як був причетний до звинувачень у сексуальних домаганнях у Вестмінстері в 2017 році, коли його звинуватили в сексуальних домаганнях Том Бленкінсоп і Алекс Сторі. Через два місяці, у січні 2018 року, Тереза Мей призначила його заступником голови уряду та скарбником родини. Після того як Борис Джонсон став прем'єр-міністром у липні 2019 року, Пінчер був призначений державним міністром у справах Європи та Америки. У лютому 2020 року він був призначений державним міністром з питань житлово-комунального господарства. У лютому 2022 року він повернувся до своєї колишньої ролі заступника голови уряду та скарбника домогосподарства.
Після того, як він нібито обмацав двох чоловіків у стані алкогольного сп'яніння, 30 червня 2022 року Пінчер пішов у відставку з посади заступника голови, а також зняв батіг Консервативної партії. Це викликало скандал навколо його призначення на цю посаду, що призвело до урядової кризи.

## Раннє життя
Пінчер народився в Волсоллі і виріс у Вомборні, графство Стаффордшир. Він був членом Консервативної партії з 1987 року, зацікавився партійною діяльністю під час страйків шахтарів 1984–85 років. Він був заступником директора Conservative Collegiate Forum, потім головою Islington North Constituency Association, виборчого округу, який представляв Джеремі Корбін з 1983 року. Напередодні загальних виборів 1997 року, на яких він балотувався до парламенту на вакантне лейбористське місце Уорлі в Сендвеллі, його вважали майбутнім членом кабінету міністрів; він посів друге місце, набравши 24 % голосів.
Пінчер був учасником успішної кампанії Іана Дункана Сміта щодо лідерства партії в 2001 році. Він не був обраний у 2005 році, коли вперше балотувався за Темворта, набравши 2,8 % голосів від лейбористів. Хоча Браян Дженкінс зберіг місце, Пінчер сказав, що він виграв суперечку після кампанії за посилення поліцейської та шкільної дисципліни.
Будучи кандидатом, він виступав проти рішення про закриття Мерсіанської школи королеви Єлизавети і назвав рішення 2009 року залишити школу відкритою «перемогою влади народу». Він також успішно чинив тиск на Persimmon, щоб він відновив і завершив будівництво напівзбудованого маєтку Tame Alloys Estate у Wilnecote.

## Звинувачення в сексуальних домаганнях
5 листопада 2017 року Пінчер пішов у відставку з посади контролера домашнього господарства (помічника Віпа) і добровільно звернувся до процедури розгляду скарг Консервативної партії та поліції в рамках звинувачень у сексуальних домаганнях у Вестмінстері 2017 року. Його звинуватив у сексуальному насильстві колишній олімпійський веслувальник і кандидат від консерваторів Алекс Сторі. У 2017 році Сторі стверджував, що він був об'єктом небажаних сексуальних домагань з боку Пінчера в 2001 році, коли депутат запросив Сторі до себе на квартиру, де Пінчер масажував йому шию та говорив про своє «майбутнє в Консервативній партії», а потім переодягнувся в халат. Згадуючи цей епізод, Сторі сказав, що успіхи Пінчера зробили його схожим на «Гарві Вайнштейна». Пінчер сказав, що «я не визнаю ані подій, ані їхньої інтерпретації», і що «якщо містер Сторі колись почувався скривдженим чимось, я можу лише вибачитися перед ним». Пінчера також звинуватили в домаганнях до колишнього депутата від Лейбористської партії Тома Бленкінсопа, який сказав йому «відвалити». 23 грудня 2017 року слідча комісія Консервативної партії встановила, що Пінчер не порушував кодексу поведінки.
30 червня 2022 року Пінчер пішов у відставку з посади заступника голови урядового відділу після того, як він зізнався, що «надто багато випив» напередодні ввечері в Carlton Club, приватному клубі для членів у Сент-Джеймсі, Лондон, і «присоромив себе та інших людей». Стверджується, що він обмацав двох чоловіків. Він був відсторонений від посади у Консервативній партії, але залишився в парламенті як незалежний.
3 липня 2022 року з'явилося шість нових звинувачень проти Пінчера, які стосуються його поведінки протягом десяти років. Три скарги полягають у тому, що Пінчер зробив небажані дії стосовно інших чоловіків-депутатів: в барі в Палаті громад і в парламентському офісі Пінчера. Повідомляється, що один із скаржників надав подробиці на Даунінг-стріт у лютому та висловив занепокоєння щодо того, що Пінчер стане головою, відповідальним за добробут іншого депутата. Пінчер стверджував, що не збирався йти у відставку з посади депутата.
У наступні дні стало відомо, що Борис Джонсон був проінформований про передбачувану неправомірну поведінку Пінчера в 2017 році, яку Джонсон спочатку заперечував. Ці фальшиві відмови та призначення Пінчера на посаду заступника голови партії, незважаючи на його історію, спровокували політичний скандал, який переріс в урядову кризу, в результаті якої Борис Джонсон пішов у відставку з посади лідера Консервативної партії 7 липня 2022 року.

## Відзнаки
Він склав присягу як член Найпочеснішої таємної ради Її Величності 23 листопада 2018 року.